# Lehre
Lehre è un comune di 11.657 abitanti della Bassa Sassonia, in Germania.
Appartiene al circondario (Landkreis) di Helmstedt (targa HE).
Il 1º luglio 1972 ha incorporato i territori di alcuni comuni soppressi appartenenti al circondario di Braunschweig: Beienrode, Essehof, Flechtorf, Groß Brunsrode, Klein Brunsrode e Wendhausen.